# Kestergat

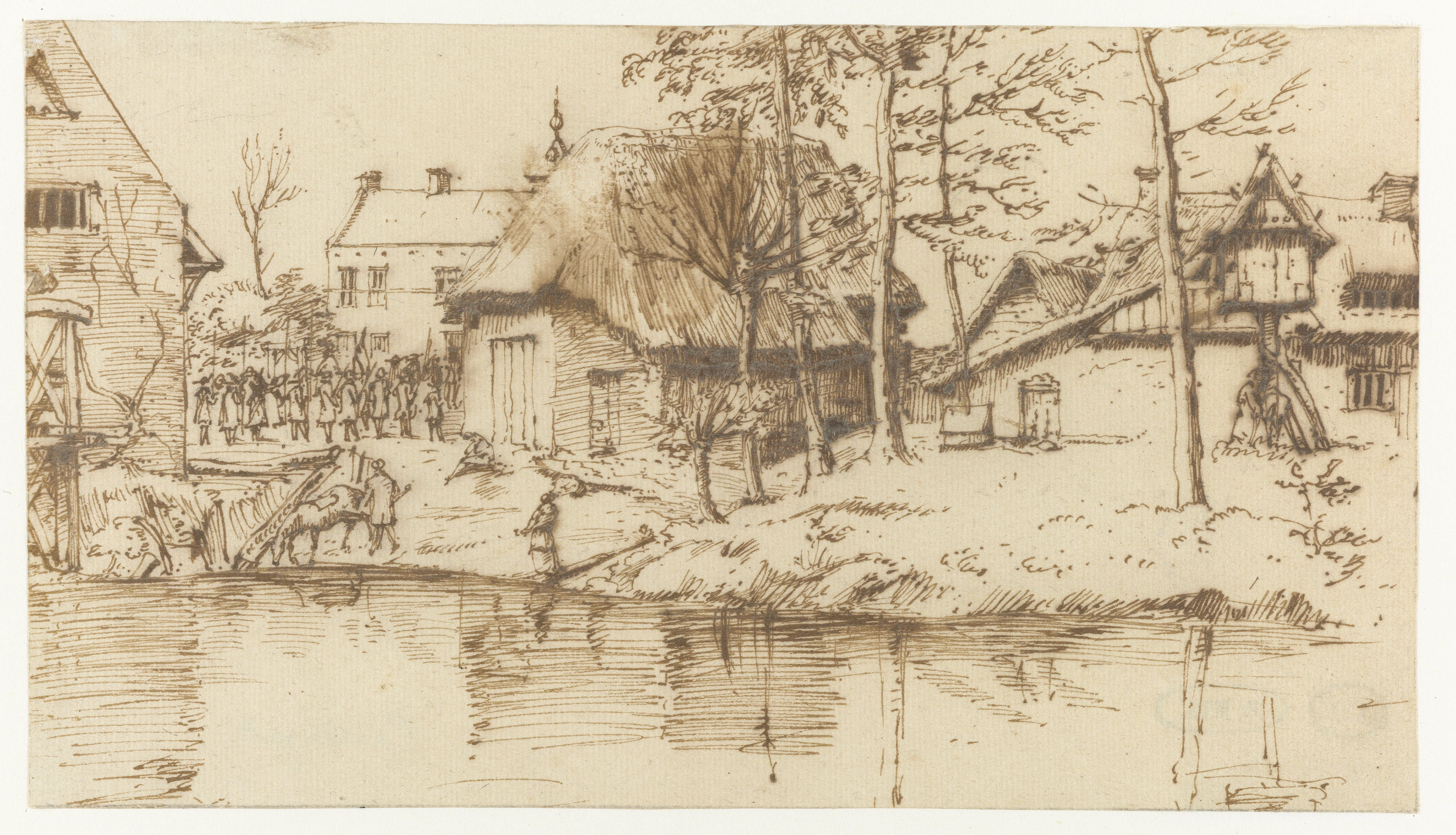
Kestergat in 1676

Kestergat is een plaatsje in de Vlaams-Brabantse gemeente Pepingen.

## Geschiedenis
De poort naar Kester, bestond uit een kasteel, hoven, gronden, en behoorde, zoals heel het grondgebied van Pepingen, aan de heren van Edingen. Wegens geldmoeilijkheden is deze heerlijkheid in openbare veiling te koop aangeboden in 1671 en in het bezit gekomen van de familie Van der Dussen. Kestergat en Beringen (= weide der wilde varkens) werden in 1820 bij Pepingen gevoegd.
Er waren ook andere heerlijkheden, zoals de heerlijkheden Termeren of Ter-Meren, Puttenber, Meynenbroeck, Terloo en Ledale of den Daal.
Op geestelijk vlak behoorden de gemeenten Beert, Bogaarden, Bellingen en Pepingen tot het oude bisdom Kamerijk en na 1559 het aartsbisdom Kamerijk.
In deze gemeenten was er ook een belangrijke aanwezigheid van stevenisten, een katholieke afscheuring.  Zij hebben hun kerk in het naburige Leerbeek.